# Byskov (Sydslesvig)
Byskov (på tysk Büschauer Holz eller Büschauer Forst) er navnet på en tidligere gård og et omtrent 300 ha stor mose- og skovområde beliggende øst for Trenen på gesten i det centrale Sydslesvig. I administrativ henseende strækker sig skoven over både Langsted og Sølvested kommuner i Slesvig-Flensborg kreds i den nordtyske delstat Slesvig-Holsten. I den danske tid hørte skoven under Eggebæk Sogn (Ugle Herred). For at opdyrke heden blev der plantet nåletræer, så at skoven i dag er overvejende præget af ikke hjemmehørende grantræer som sitkagran og japansk lærk, men der findes også områder med bl.a. vortebirk, eg- og bøge-træer Skoven krydses af Hyrdebæk (Byskov Å, ty. Hirtenbek el. Büschau), som udspringer vest for Langsted i Hjalm Mose (Jalmer Moor). Nærliggende landsbyer er Langsted i nord og Kokholm, Hønning og Sollerup i syd. Omtrent 220 ha er udpeget som habitatområde under det fælleseuropæiske Natura 2000-projekt.
Byskov er første gang nævnt 1737. Forleddet må være subst. by for landsby, her den ved skellet mellem landsbyerne Langsted og Eggebæk beliggende skov.